# Нисон, Лиам
Уильям Джон (Лиам) Ни́сон (англ. William John (Liam) Neeson; род. 7 июня 1952) — ирландский актёр театра, кино и телевидения. Обладатель Кубка Вольпи за лучшую мужскую роль (1996), номинант на премии «Оскар» (1994) за роль в фильме «Список Шиндлера», «Золотой глобус» (1994, 1997, 2005) и BAFTA (1994). Офицер ордена Британской империи.
В числе его известных актёрских работ такие фильмы, как «Человек тьмы», «Список Шиндлера», «Роб Рой», «Отверженные», «Звёздные войны. Эпизод I: Скрытая угроза», кинотрилогия «Заложница» и два фильма из трилогии Кристофера Нолана о Бэтмене, «Бэтмен: Начало» и «Тёмный рыцарь: Возрождение легенды».

## Биография
Лиам Джон Нисон родился 7 июня 1952 года в городе Баллимина, Северная Ирландия, Великобритания. В школьные годы увлекался боксом, выиграл в своей весовой категории юниорский чемпионат по боксу среди любителей. Параллельно занимался театром, играл в маленьких любительских труппах. Нисон учился в Королевском университете в Белфасте, однако был отчислен за хроническую неуспеваемость. В 1976 году начал играть в белфастском театре «Lyric Players». Спустя пару лет он переехал в Дублин и принялся работать в местном «Abbey Theatre». Там его заметил режиссёр Джон Бурмен и предложил сыграть роль сэра Гавейна, рыцаря в фильме «Экскалибур», который вышел на экраны в 1981 году.
В 1999 году был удостоен звания офицера ордена Британской империи от королевы Елизаветы II. В 2008 году Американский фонд Ирландии удостоил Лиама Нисона премии исполнительных искусств за вклад в искусство в Ирландии.
Начиная с конца 1970-х годов Лиам Нисон снялся в более чем 70 фильмах. Известность пришла к нему после роли Оскара Шиндлера в фильме 1993 года «Список Шиндлера», и с тех пор он появился во многих популярных фильмах, таких как «Звёздные войны. Эпизод I: Скрытая угроза», «Банды Нью-Йорка», «К-19», «Царство небесное», «Реальная любовь», а также «Бэтмен: Начало» и «Тёмный рыцарь: Возрождение легенды».
В 2005 году Нисон озвучил льва Аслана в фэнтези «Хроники Нарнии: Лев, колдунья и волшебный шкаф». Позже он озвучил этого героя и в двух продолжениях.

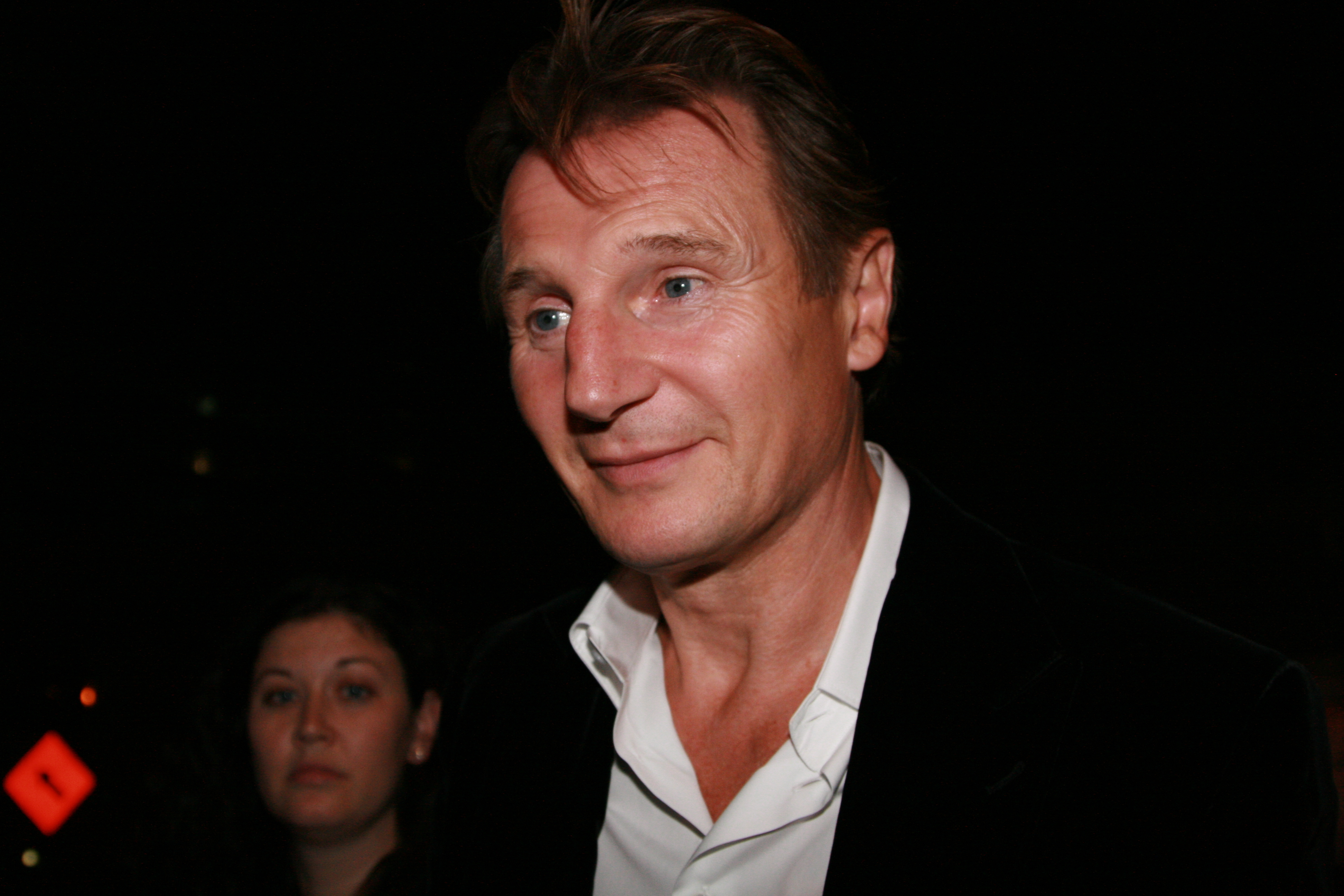
Лиам Нисон на премьере фильма «Другой мужчина» (2008)

В 2007 году состоялась мировая премьера остросюжетного боевика «Заложница». Главная роль в картине сделала из актера звезду боевиков, став новой поворотной точкой в его карьере. Позже были сняты 2-я и 3-я части франшизы.
Среди боевиков 2010-х с Нисоном в главной роли — такие проекты, как «Неизвестный», «Воздушный маршал», «Ночной беглец» и «Пассажир». В 2019 году актёра также можно было увидеть в фантастическом фильме «Люди в чёрном: Интернэшнл» в компании Криса Хемсворта и Тессы Томпсон.
В 2020 году на экраны вышел боевик «Честный вор» с Нисоном в главной роли, в 2021 — экшн-триллер «Заступник». В 2022 году вышел фильм «Последний наёмник».

## Личная жизнь
В начале 1980-х Нисон жил с актрисой Хелен Миррен, с которой познакомился на съёмках фильма «Экскалибур». В 1993 году познакомился с Наташей Ричардсон (1963—2009), на которой женился 3 июля 1994 года. Ричардсон 16 марта 2009 года получила серьёзную черепно-мозговую травму на горнолыжном курорте Мон-Тремблан в Квебеке и умерла 18 марта. От брака у Лиама Нисона осталось двое сыновей — Майкл (род. 1995) и Дэниел (род. 1996). Больше он не женился.
Лиам Нисон является большим фанатом английского футбольного клуба «Ливерпуль».
Живёт в Милбруке, штат Нью-Йорк.

## Фильмография
| Год        | Название                                                  | Роль                                                                                 | Примечания |
| ---------- | --------------------------------------------------------- | ------------------------------------------------------------------------------------ | --- |
| 1978       | Путешествие Пилигрима в Небесную страну                   | евангелист / Иисус Христос                                                           | |
| 1979       | Кристиана                                                 | Доброе Сердце                                                                        | |
| 1981       | Экскалибур                                                | Гавейн                                                                               | |
| 1982       | Мерлин и меч                                              | Грэк                                                                                 | |
| 1983       | Крулл                                                     | Кеган                                                                                | |
| 1984       | Баунти                                                    | Чарльз Чёрчилль                                                                      | |
| 1984       | Остров Эллис                                              | Кевин Мюррей                                                                         | |
| 1984       | Женский характер                                          | Блэки О’Нил                                                                          | мини-сериал |
| 1985       | Полиция Майами                                            | Шон Кэррон                                                                           | серия «When Irish Eyes Are Crying» |
| 1986       | Миссия                                                    | Филдинг                                                                              | |
| 1986       | Дуэт для солиста                                          | Тоттер                                                                               | |
| 1986       | Лэмб                                                      | Майкл Лэмб                                                                           | |
| 1986       | Если наступит завтра                                      | Андре Треньян                                                                        | |
| 1987       | Подозреваемый                                             | Карл Андерсон                                                                        | |
| 1987       | Отходная молитва                                          | Лиам Дохерти                                                                         | |
| 1988       | Удовлетворение                                            | Мартин Фалкон                                                                        | |
| 1988       | Высшие духи                                               | Мартин Броган                                                                        | |
| 1988       | Смертельный список                                        | Питер Суон                                                                           | |
| 1988       | Хорошая мать                                              | Лео Каттер                                                                           | |
| 1989       | Ближайший родственник                                     | Брайар Гейтс                                                                         | |
| 1990       | Человек тьмы                                              | Пейтон Уэстлейк / Человек тьмы                                                       | Номинация — Премия «Сатурн» лучшему киноактёру |
| 1990       | Переступая черту                                          | Дэнни Скулар                                                                         | |
| 1991       | Под подозрением                                           | Тони Аарон                                                                           | |
| 1992       | Мужья и жёны                                              | Майкл Гейтс                                                                          | |
| 1992       | Сила веры                                                 | Уилл                                                                                 | |
| 1992       | Свет во тьме                                              | Франц-Отто Дитрих                                                                    | |
| 1993       | Итэн Фроум                                                | Итэн Фроум                                                                           | |
| 1993       | Рубин Каира                                               | доктор Фергус Лэмб                                                                   | |
| 1993       | Список Шиндлера                                           | Оскар Шиндлер                                                                        | Номинация — Премия «Оскар» за лучшую мужскую роль Номинация — Премия BAFTA за лучшую мужскую роль Номинация — Премия «Золотой глобус» за лучшую мужскую роль — драма |
| 1994       | Нелл                                                      | доктор Джером «Джерри» Лауэлл                                                        | |
| 1995       | Роб Рой                                                   | Роберт Рой МакГрегор                                                                 | |
| 1996       | Майкл Коллинз                                             | Майкл Джон Коллинз                                                                   | Кубок Вольпи за лучшую мужскую роль Номинация — Премия «Золотой глобус» за лучшую мужскую роль — драма                                                               |
| 1996       | До и после                                                | Бен Райан                                                                            | |
| 1998       | Отверженные                                               | Жан Вальжан                                                                          | |
| 1998       | Эверест                                                   | рассказчик                                                                           | документальный фильм |
| 1999       | Призрак дома на холме                                     | доктор Дэвид Мэрроу                                                                  | |
| 1999       | Звёздные войны. Эпизод I: Скрытая угроза                  | Квай-Гон Джинн                                                                       | Номинация — Премия «Сатурн» лучшему киноактёру |
| 2000       | Супершпион                                                | Чарли Майо                                                                           | |
| 2001       | Путешествие в удивительные пещеры                         | рассказчик                                                                           | документальный фильм |
| 2002       | Эндьюренс: Легендарная антарктическая экспедиция Шеклтона | рассказчик                                                                           | документальный фильм |
| 2002       | К-19                                                      | командир / старший помощник командира АПЛ К-19 капитан третьего ранга Михаил Поленин | |
| 2002       | Банды Нью-Йорка                                           | «Священник» Валлон                                                                   | |
| 2002       | Звёздные войны. Эпизод II: Атака клонов                   | Квай-Гон Джинн                                                                       | озвучивание, в титрах не указан |
| 2002       | Эволюция: Что насчет Бога?                                | рассказчик                                                                           | документальный фильм |
| 2003       | Реальная любовь                                           | Дэниел                                                                               | |
| 2003       | Приключения на Коралловом Рифе                            | рассказчик                                                                           | документальный фильм |
| 2004       | Кинси                                                     | Альфред Кинси                                                                        | Номинация — Премия «Золотой глобус» за лучшую мужскую роль — драма Номинация — Премия Satellite Awards за лучшую мужскую роль — драма                                |
| 2005       | Симпсоны                                                  | отец Шон                                                                             | озвучивание (эпизод The Father, the Son, and the Holy Guest Star) |
| 2005       | Царство небесное                                          | Готфрид Ибелинский                                                                   | |
| 2005       | Бэтмен: Начало                                            | Анри Дюккард / Ра’с аль Гул                                                          | Номинация — Премия «Сатурн» лучшему киноактёру второго плана |
| 2005       | Batman Begins                                             | Анри Дюккард / Ра’с аль Гул                                                          | озвучивание в игре |
| 2005       | Завтрак на Плутоне                                        | отец Бернард                                                                         | |
| 2005       | Звёздные войны. Эпизод III: Месть ситхов                  | Квай-Гон Джинн                                                                       | озвучивание, в титрах не указан (является вырезанной сценой) |
| 2005       | Хроники Нарнии: Лев, колдунья и волшебный шкаф            | Аслан                                                                                | озвучивание |
| 2007       | Водопад Ангела                                            | полковник Морсман Карвер                                                             | |
| 2007       | Рождение Иисуса Христа                                    | рассказчик                                                                           | документальный фильм |
| 2008       | Хроники Нарнии: Принц Каспиан                             | Аслан                                                                                | озвучивание |
| 2008       | Звёздные войны: Войны клонов                              | Квай-Гон Джинн                                                                       | озвучивание (появился только в одной серии) |
| 2008       | Другой мужчина                                            | Питер                                                                                | |
| 2008       | Заложница                                                 | Брайан Миллс                                                                         | |
| 2009       | Пять минут рая                                            | Алистер Литтл                                                                        | Номинация — Irish Film & Television Award за актёра ведущей роли (Телевидение)                                                                                       |
| 2009       | Рыбка Поньо на утёсе                                      | Фуджимото                                                                            | мультфильм; озвучивание (английская версия) |
| 2009       | Жизнь за гранью                                           | Элиот                                                                                | |
| 2009       | Хлоя                                                      | Дэвид                                                                                | |
| 2010       | Битва титанов                                             | Зевс                                                                                 | |
| 2010       | Чёрные дыры: Другая сторона бесконечности                 | рассказчик                                                                           | документальный фильм |
| 2010       | Команда-А                                                 | Джон «Ганнибал» Смит                                                                 | |
| 2010       | Хроники Нарнии: Покоритель Зари                           | Аслан                                                                                | озвучивание |
| 2010       | Три дня на побег                                          | Дэймон                                                                               | |
| 2010       | Самая дикая мечта                                         | рассказчик                                                                           | документальный фильм |
| 2011       | Неизвестный                                               | доктор Мартин Харрис                                                                 | |
| 2011 -2018 | Звёздные войны: Войны клонов                              | Квай-Гон Джинн                                                                       | мультсериал; озвучивание (три эпизода) |
| 2012       | Схватка                                                   | Оттоуэй                                                                              | |
| 2012       | Гнев титанов                                              | Зевс                                                                                 | |
| 2012       | Морской бой                                               | адмирал Шэйн                                                                         | |
| 2012       | Тёмный рыцарь: Возрождение легенды                        | Анри Дюккард                                                                         | |
| 2012       | Заложница 2                                               | Брайан Миллс                                                                         | |
| 2013       | Третья персона                                            | Майкл                                                                                | |
| 2013       | Телеведущий 2: И снова здравствуйте                       | гость History Channel                                                                | камео |
| 2014       | Реальная белка                                            | енот                                                                                 | озвучивание |
| 2014       | Король сафари                                             | Фанго                                                                                | озвучивание |
| 2014       | Пророк                                                    | Мустафа                                                                              | озвучивание |
| 2014       | Воздушный маршал                                          | Билл Маркс                                                                           | |
| 2014       | Прогулка среди могил                                      | Мэтт Скаддер                                                                         | |
| 2014       | Лего. Фильм                                               | Злой коп / Добрый коп                                                                | озвучивание |
| 2014       | Миллион способов потерять голову                          | Клинч Лезервуд                                                                       | |
| 2015       | Заложница 3                                               | Брайан Миллс                                                                         | |
| 2015       | Ночной беглец                                             | Джимми Конлон                                                                        | |
| 2015       | Третий лишний 2                                           | покупатель хлопьев                                                                   | |
| 2016       | Молчание                                                  | отец Феррейра                                                                        | |
| 2016       | Операция «Хромит»                                         | генерал армии Дуглас Макартур                                                        | |
| 2016       | Голос монстра                                             | монстр                                                                               | озвучивание |
| 2017       | Уотергейт: Крушение Белого дома                           | агент ФБР Марк Фелт                                                                  | |
| 2017       | Здравствуй, папа, Новый год! 2                            | камео                                                                                | |
| 2017       | Каренина и я                                              | читает закадровый текст романа от лица писателя Льва Толстого                        | голос, документальный фильм, также сопродюсер |
| 2018       | Пассажир                                                  | Майкл Макколи                                                                        | |
| 2018       | Баллада Бастера Скраггса                                  | импресарио                                                                           | |
| 2018       | Вдовы                                                     | Гарри Роулингс                                                                       | |
| 2019       | Снегоуборщик                                              | Нелс                                                                                 | |
| 2019       | Люди в чёрном: Интернэшнл                                 | глава британского отделения ЛВЧ                                                      | |
| 2019       | Звёздные войны: Скайуокер. Восход                         | Квай-Гон Джинн                                                                       | голос |
| 2020       | Честный вор                                               | Том                                                                                  | |
| 2020       | Сделано в Италии                                          | Роберт                                                                               | |
| 2021       | Заступник                                                 | Джим                                                                                 | |
| 2021       | Ледяной драйв                                             | Майк Маккэн                                                                          | |
| 2022       | Флешбэк                                                   | Алекс Льюис                                                                          | |
| 2022       | Игра теней                                                | Трэвис Блок                                                                          | |
| 2022       | Девчонки из Дерри                                         | офицер полиции                                                                       | |
| 2022       | Марлоу                                                    | Филип Марлоу                                                                         | |
| 2022       | Атланта                                                   | В роли самого себя                                                                   | Эпизод: «Новый Джаз» |
| 2022       | Оби-Ван Кеноби                                            | Квай-Гон Джинн                                                                       | архивные материалы (Эпизод I и III), Эпизод VI, не указанный в финальных титрах, появляется в роли Квай-Гона Джинна, покойного учителя Оби-Вана, в финальном эпизоде |
| 2022       | Звёздные войны: Сказания о джедаях                        | Квай-Гон Джинн                                                                       | голос |
| 2023       | Заложники                                                 | Мэт Тернер                                                                           | |
| 2023       | Последний наёмник                                         | Финбар Мерфи                                                                         | |
| 2023       | Дикая кошка                                               | священник                                                                            | |
| 2024       | Профессионал                                              | гангстер                                                                             | |
| 2025       | Голый пистолет                                            | лейтенант Фрэнк Дребин-младший                                                       | |
| 2025       | Холодное хранилище                                        | Роберто Диас                                                                         | |
| 2025       | Ледяной драйв 2: Возмездие                                | Майк Макканн                                                                         | |
|            | Четверо детей заходят в банк                              | Дэнни                                                                                | |

## Премии и награды
| Год  | Премия              | Номинации                                                 | Результат |
| ---- | ------------------- | --------------------------------------------------------- | --------- |
| 1993 | Оскар               | Лучшая мужская роль («Список Шиндлера»)                   | Номинация |
| 1993 | Золотой глобус      | Лучшая мужская роль (драма) («Список Шиндлера»)           | Номинация |
| 1994 | BAFTA               | Лучшая мужская роль («Список Шиндлера»)                   | Номинация |
| 1996 | Кубок Вольпи        | Лучшая мужская роль («Майкл Коллинз»)                     | Победа    |
| 1997 | Золотой глобус      | Лучшая мужская роль (драма)(«Майкл Коллинз»)              | Номинация |
| 2000 | Премия канала «MTV» | Лучшая драка («Звёздные войны. Эпизод I: Скрытая угроза») | Номинации |
| 2005 | Золотой глобус      | Лучшая мужская роль (драма) («Кинси»)                     | Номинация |

## Нереализованные проекты
Лиам Нисон был утверждён на роль Президента США Авраама Линкольна в фильме Стивена Спилберга «Линкольн» (2012). В июне 2010 года Нисон покинул проект, ссылаясь на то, что слишком стар, чтобы играть эту роль. В итоге роль сыграл Дэниел Дэй-Льюис, получивший за неё ряд премий, в том числе «Оскар» за лучшую мужскую роль.